# Pfarrkirche St. Michael am Zollfeld

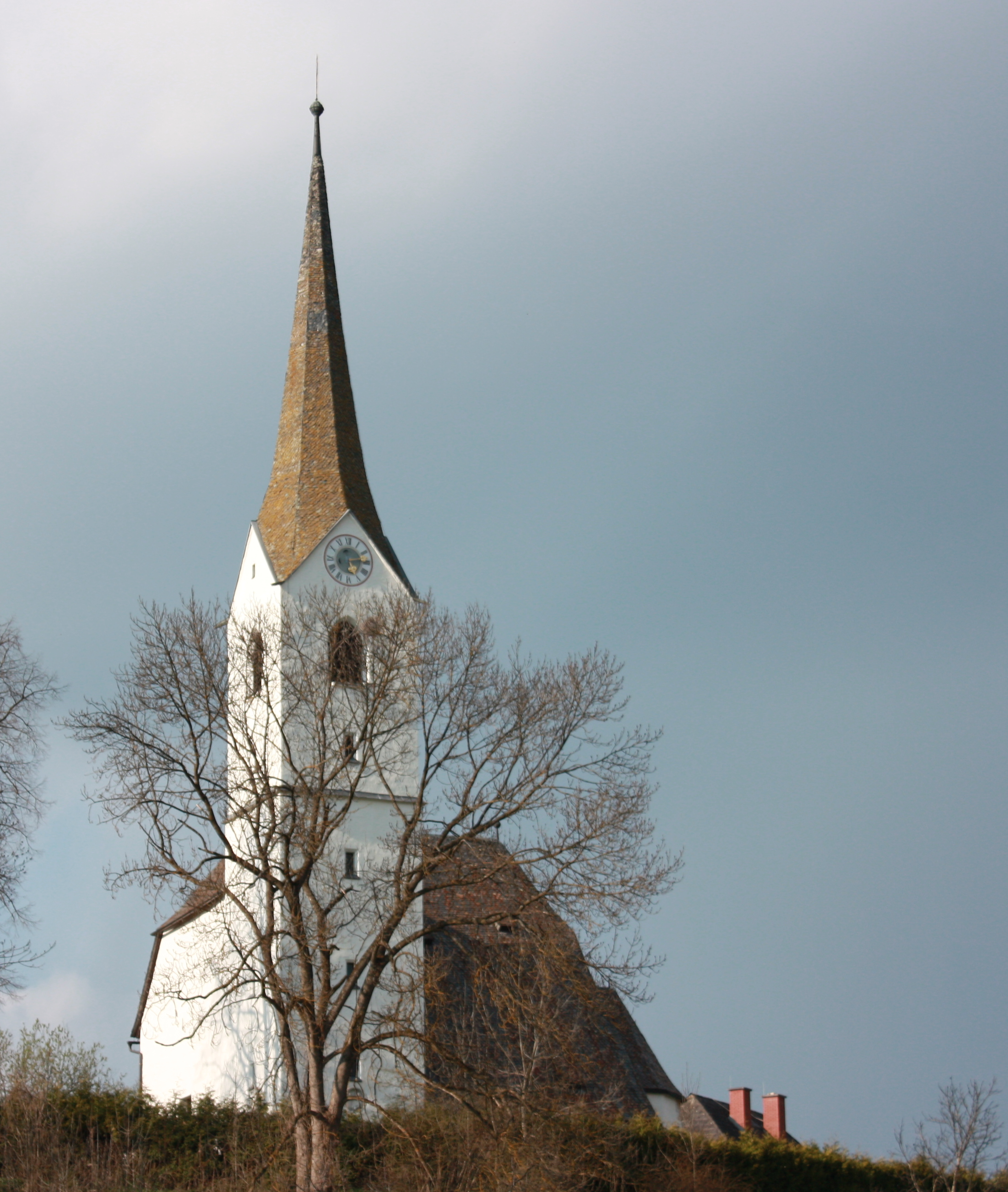
Pfarrkirche Heiliger Michael

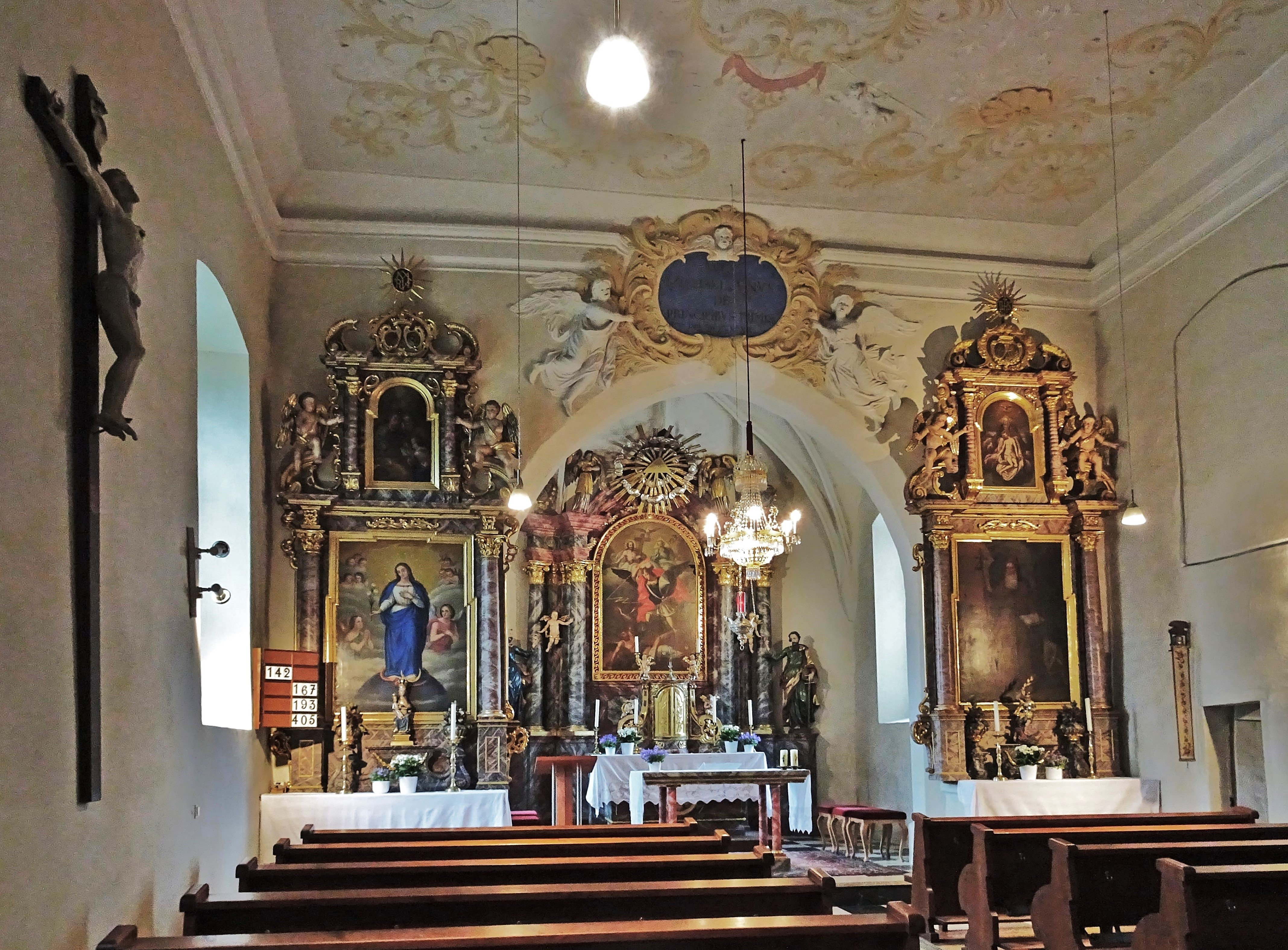
Innenansicht der Kirche

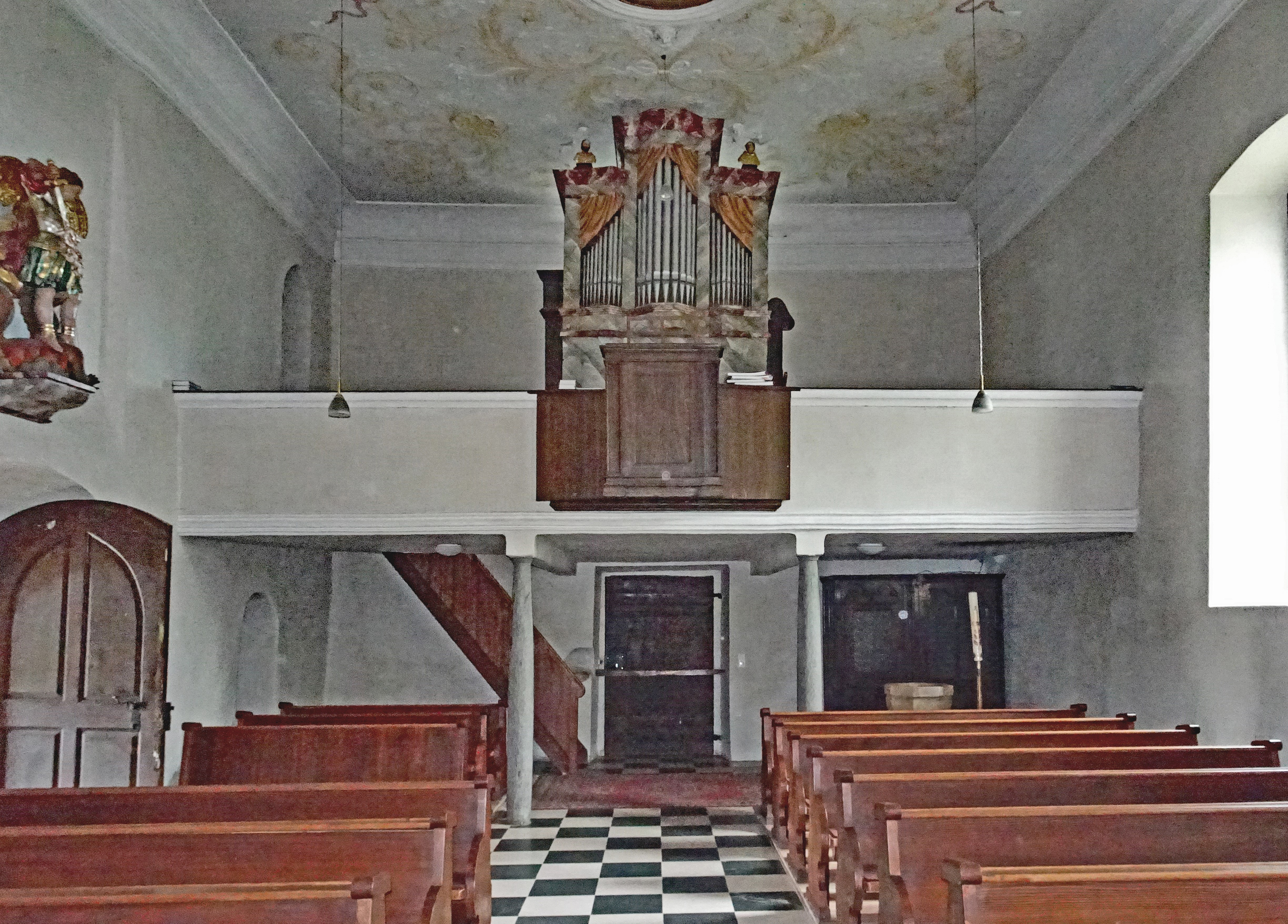
Innenansicht zur Orgelempore

Die dem Erzengel Michael gewidmete römisch-katholische Pfarrkirche steht am nördlichen Ostrand des Ortes St. Michael am Zollfeld auf einem Hügel. Sie wurde urkundlich erstmals 1162 erwähnt.

## Bauwerk
Der gotische Bau besitzt ein Wehr-Obergeschoß und Schießscharten. Nach einem Brand 1739 wurde die Kirche zum Teil barock umgebaut. Der polygonale Chor stammt aus dem 15. Jahrhundert. An der Südseite wurde die Kirche durch den Anbau einer barocken Vorhalle vor dem gotischen Kielbogenportal sowie einer Sakristei verbreitert. Der gotische Turm befindet sich an der Südwestecke. Er trägt einen Spitzhelm und besitzt spitzbogige Schallfenster und abgefaste Treppenfenster. Im Mauerwerk der Kirche sind zahlreiche Spolien von römischen Grabdenkmälern des nahen Virunum zu sehen.
Das Langhaus ist innen flach gedeckt und mit Akanthusranken-Stuck von Kilian Pittner aus dem Jahre 1710 versehen, der Muscheln, Puttenköpfe und Fruchtgebinde darstellt. Das Deckengemälde zeigt die Krönung Mariens. Eine Wolke zu Füßen Marias lässt ein Gesicht als Sinnbild der Überwindung der Erbsünde erkennen. Die Apsis verfügt über einen 5/8-Schluss und ein sternförmiges Rippengewölbe.

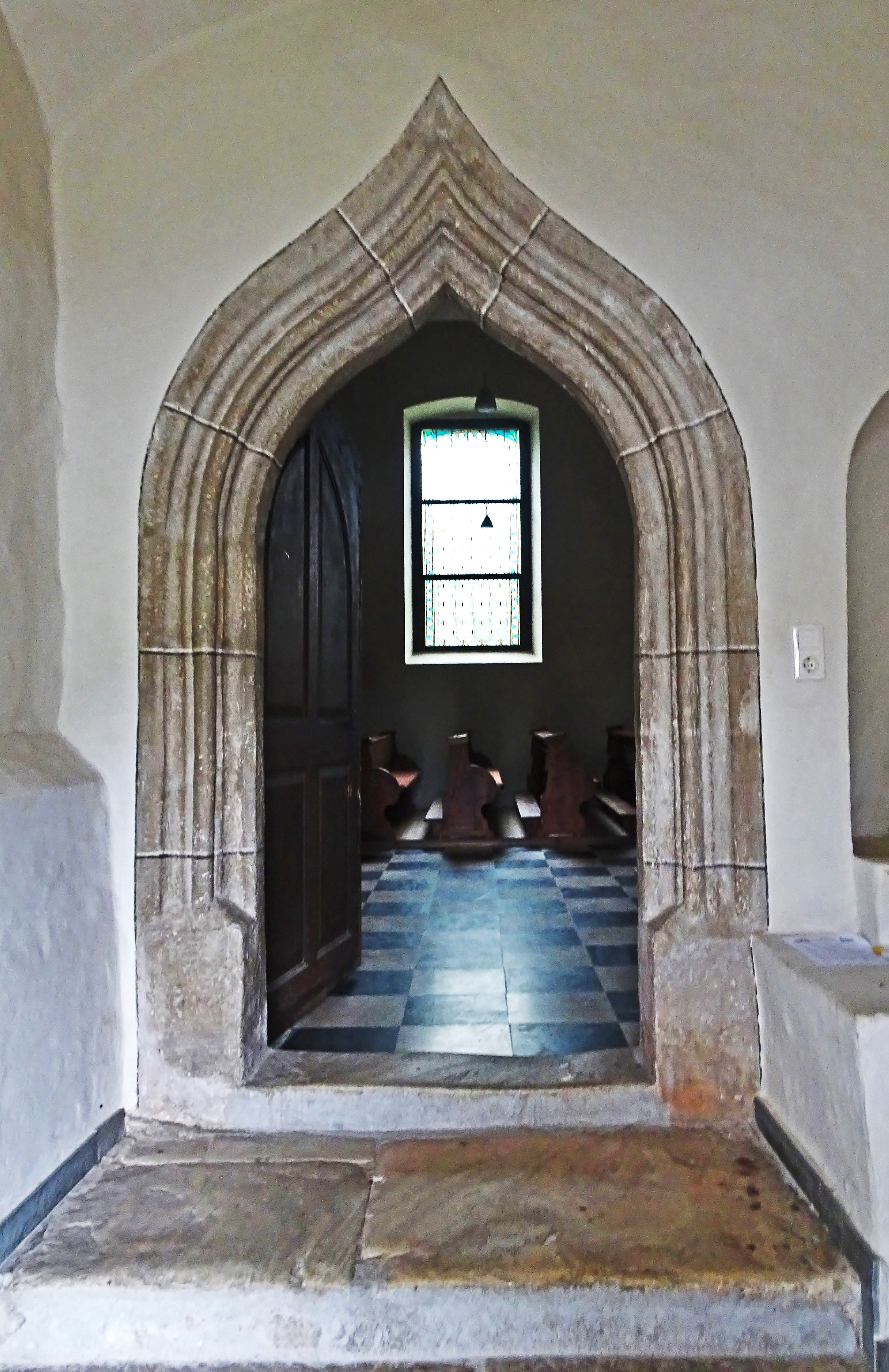
Gotisches Kielbogenportal
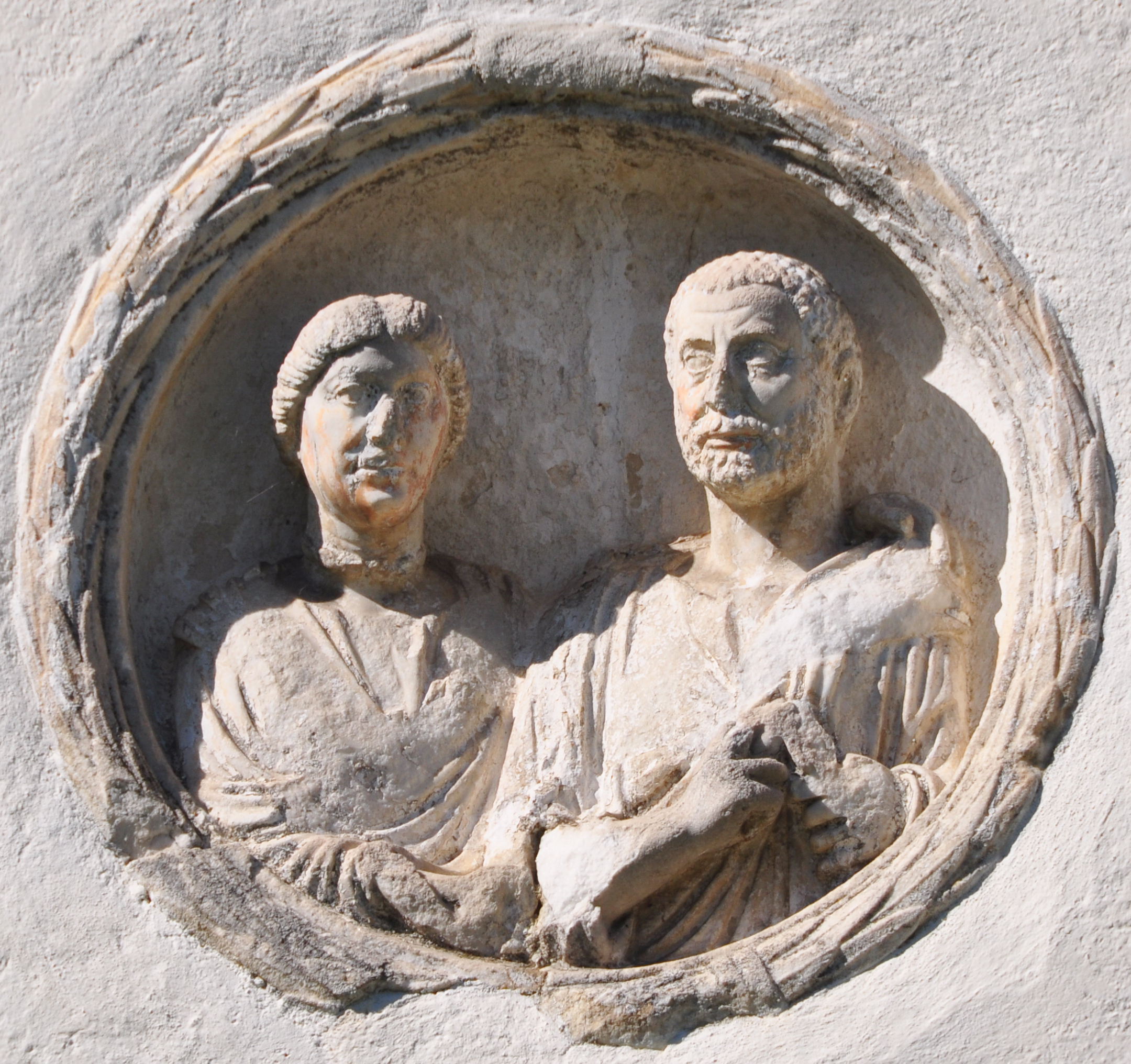
Römisches Relief-Medaillon (Porträt-Grabstein eines römischen Ehepaares)
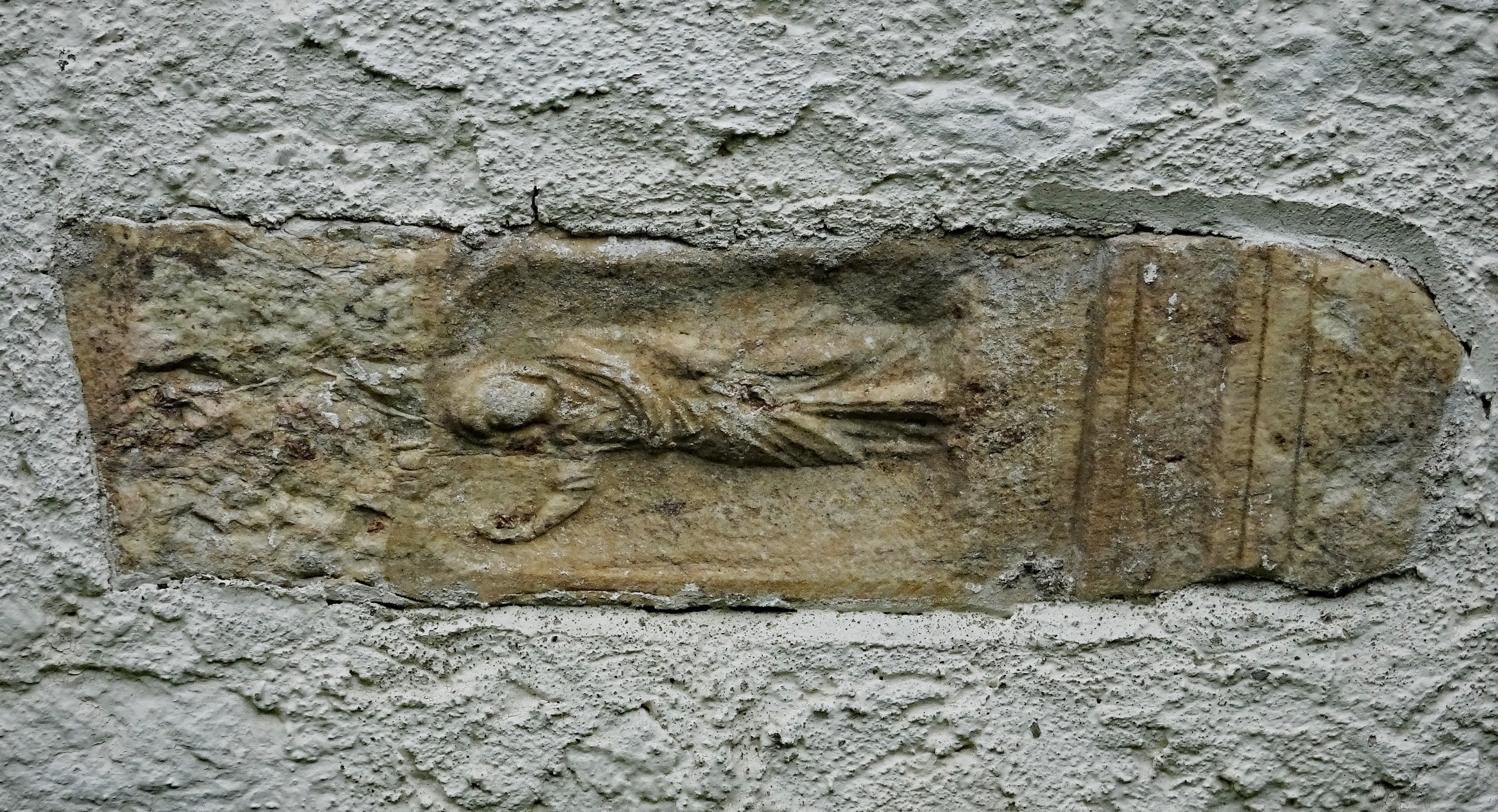
Römische Spolie
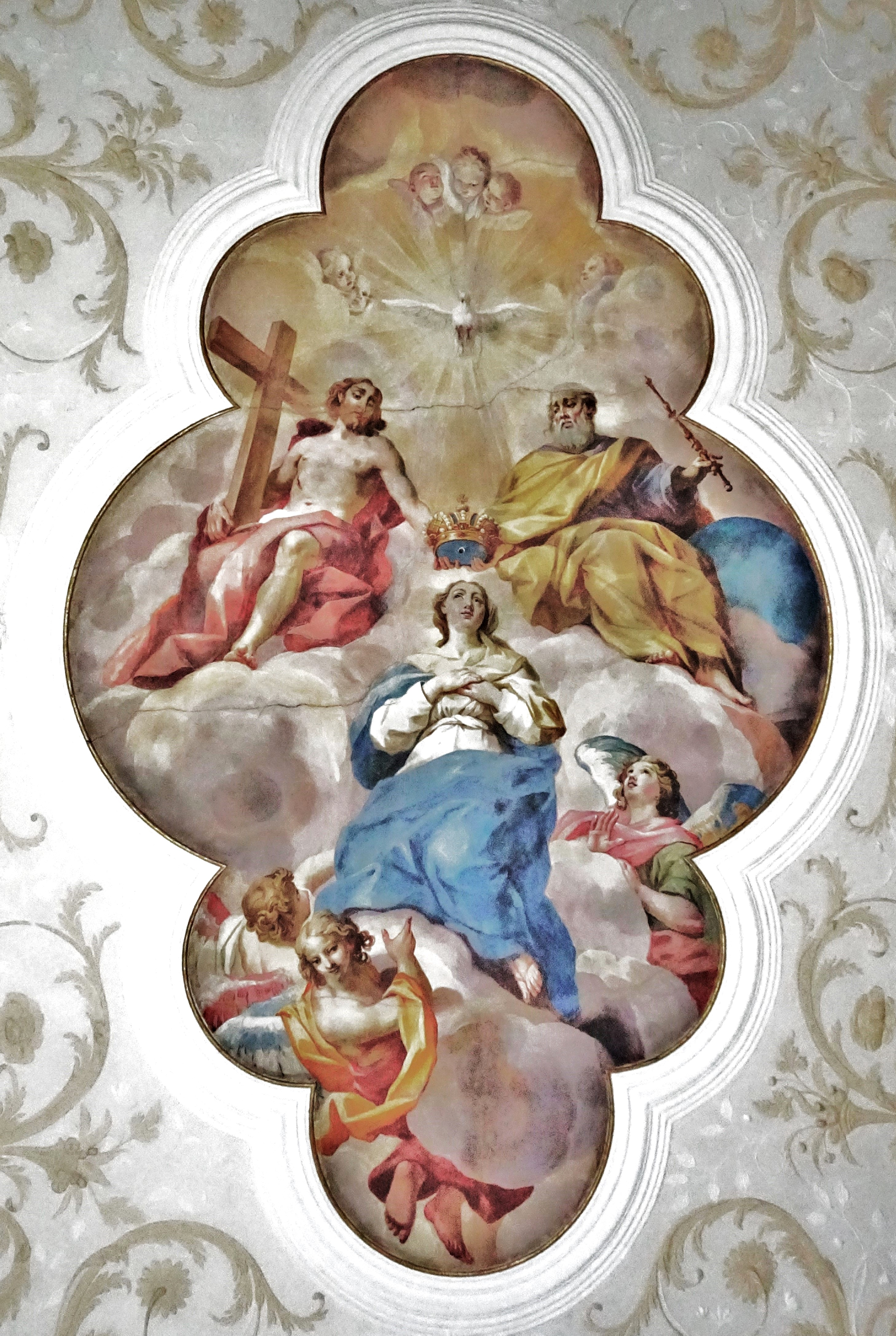
Deckengemälde mit der Krönung Marias

## Friedhof
Am Friedhof der Pfarrkirche St. Michael am Zollfeld befindet sich die Grabstätte von Gräfin Lucy Christalnigg.

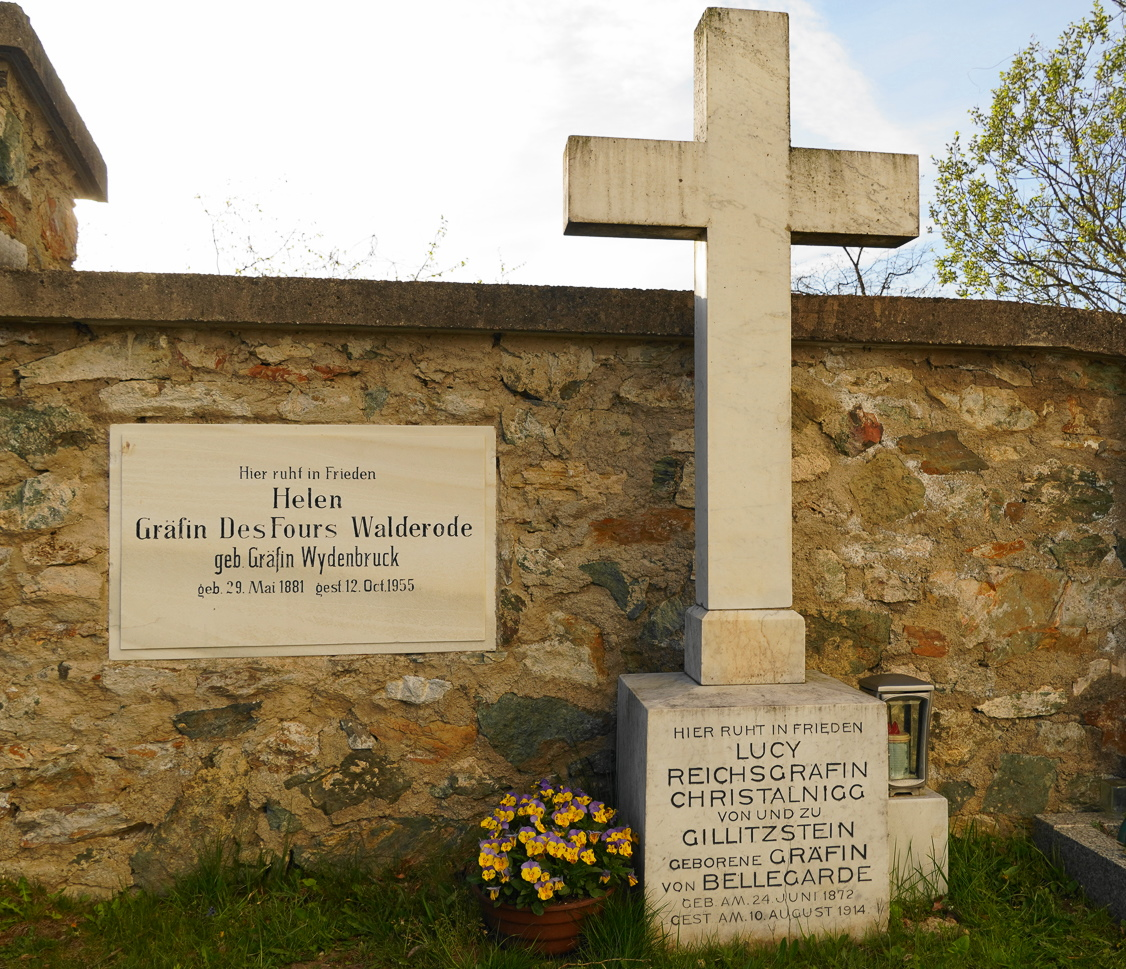
Grabstätte von Lucy Christalnigg

## Einrichtung
Der Hochaltar stammt aus der Zeit um 1780/90. Das Altarblatt zeigt den Höllensturz. Auf seitlichen Podesten stehen Figuren der Apostel Petrus links und Paulus rechts. Ein Auge der Vorsehung im Wolken- und Strahlenkranz bildet nach oben den Abschluss.
Zwei Seitenaltäre stammen aus dem 3. Viertel des 17. Jahrhunderts, die Altarblätter zeigen Maria Immaculata und den heiligen Antonius Eremita. An der Südwand des Langhauses sind Konsolstatuen des hl. Andreas mit Andreaskreuz als Attribut, des hl. Jakobus des Älteren mit Pilgerstab sowie des Erzengels Michael mit Flammenschwert und Waage auf einem Drachen stehend angebracht. Zur weiteren Einrichtung gehört ein achteckiger Taufstein.

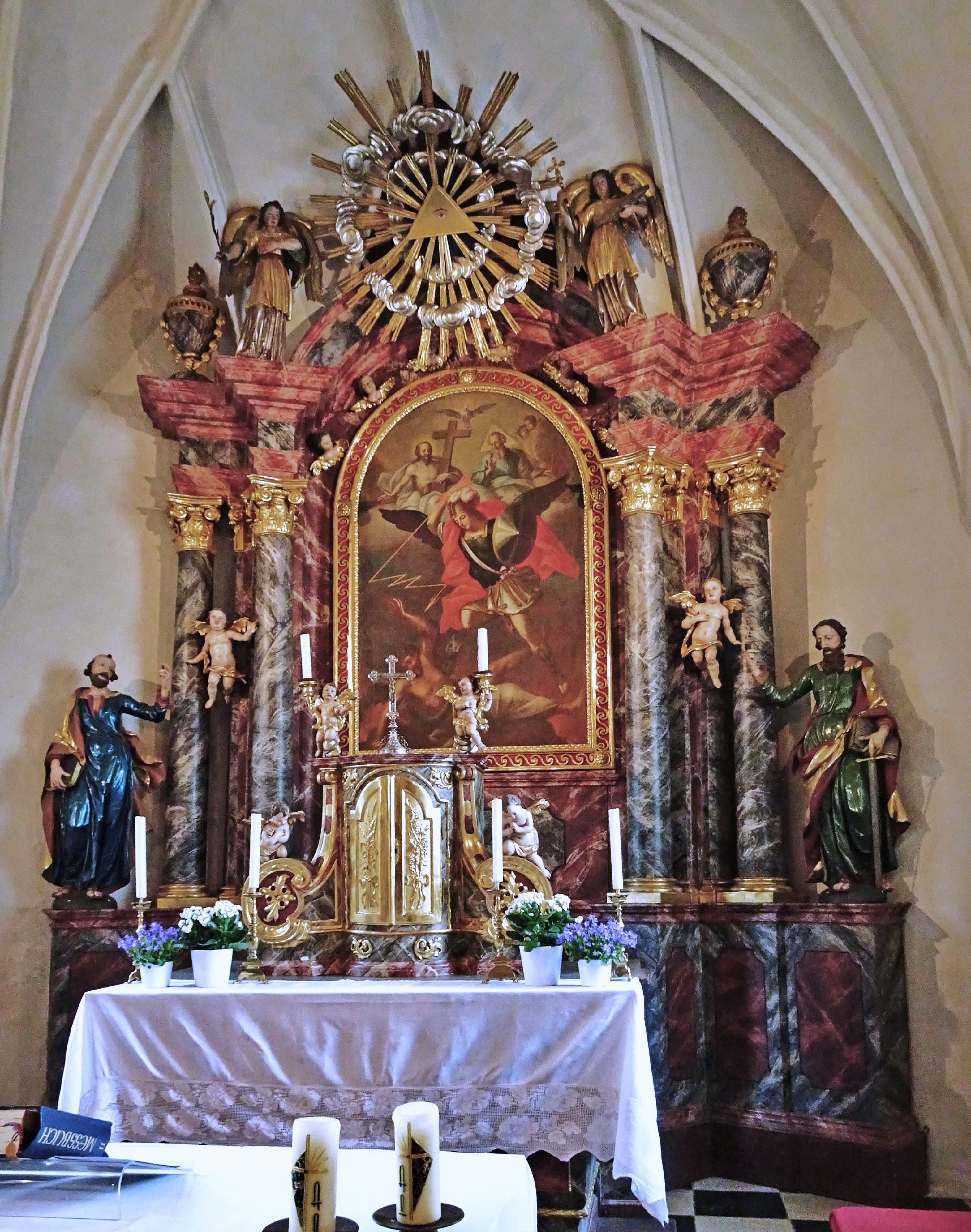
Der Hochaltar
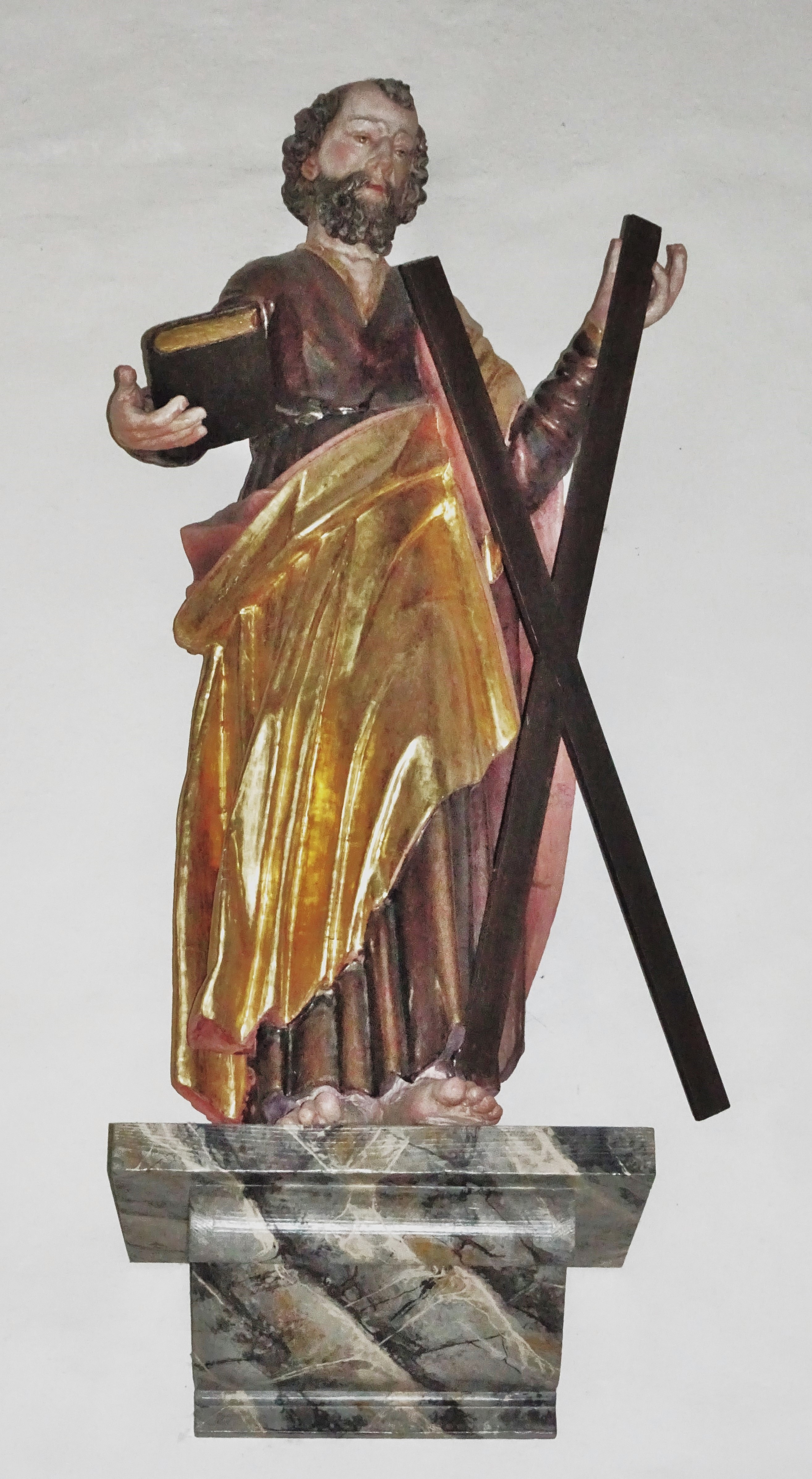
Hl. Andreas
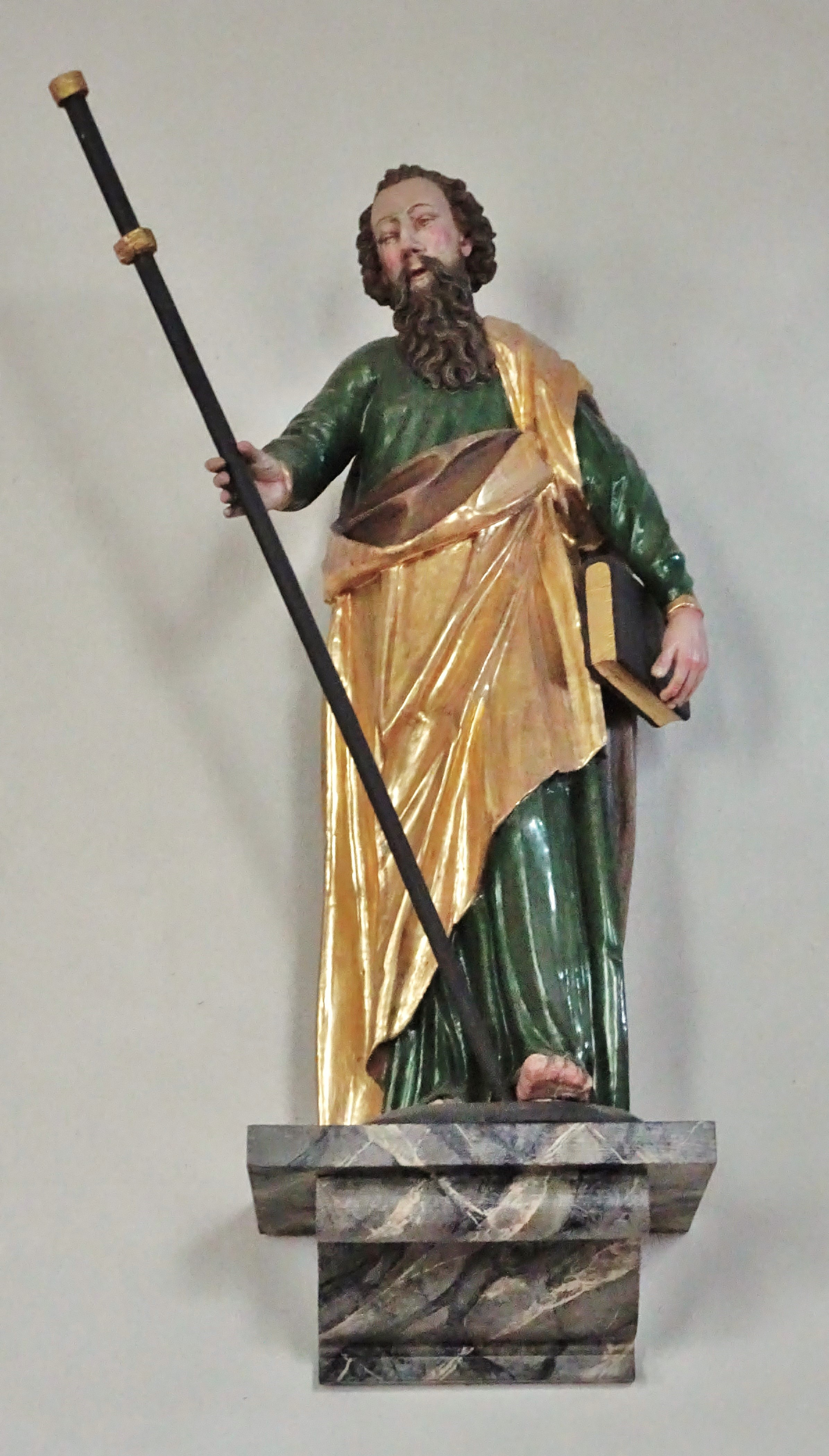
Hl. Jakobus d. Ä.
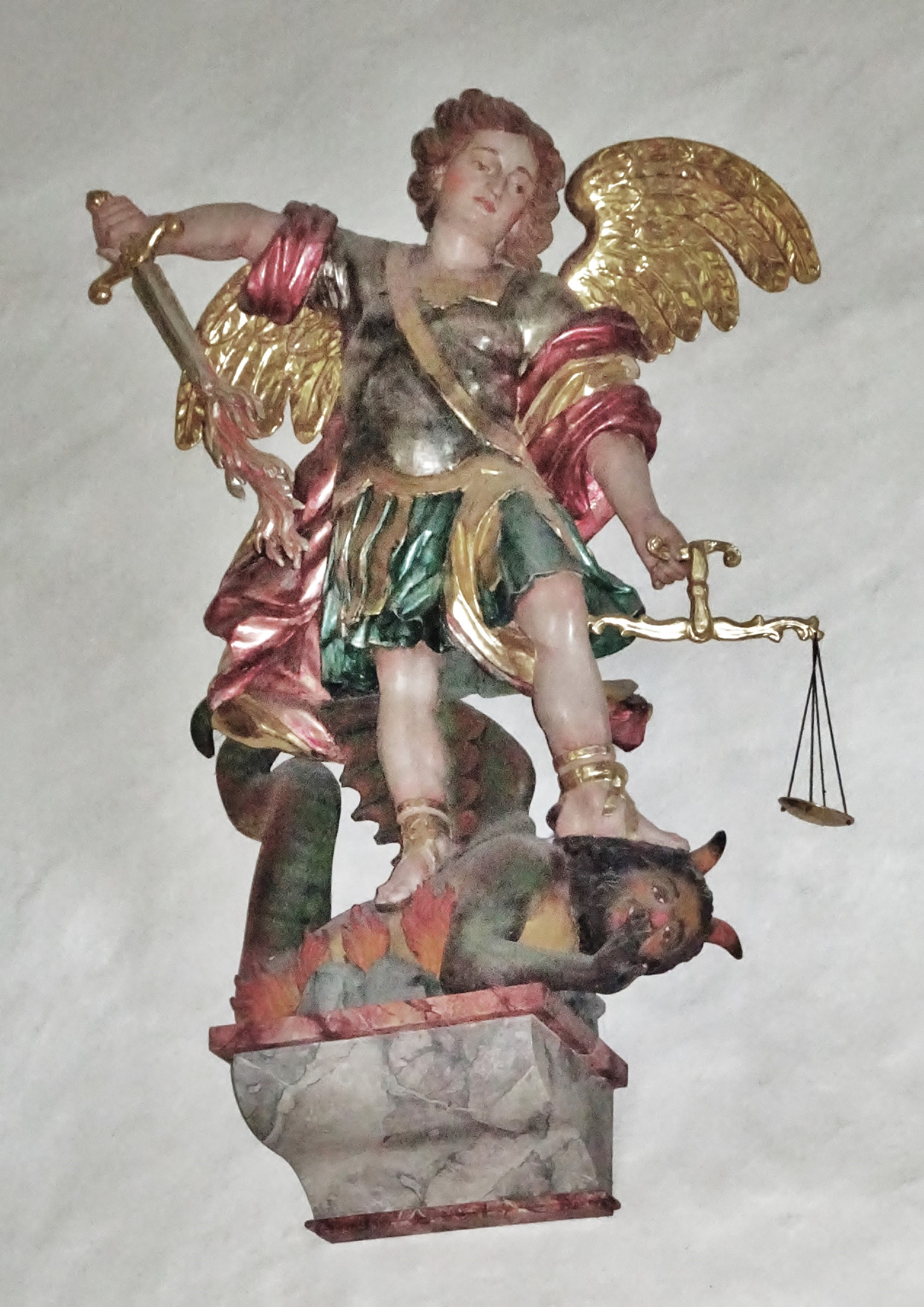
Erzengel Michael
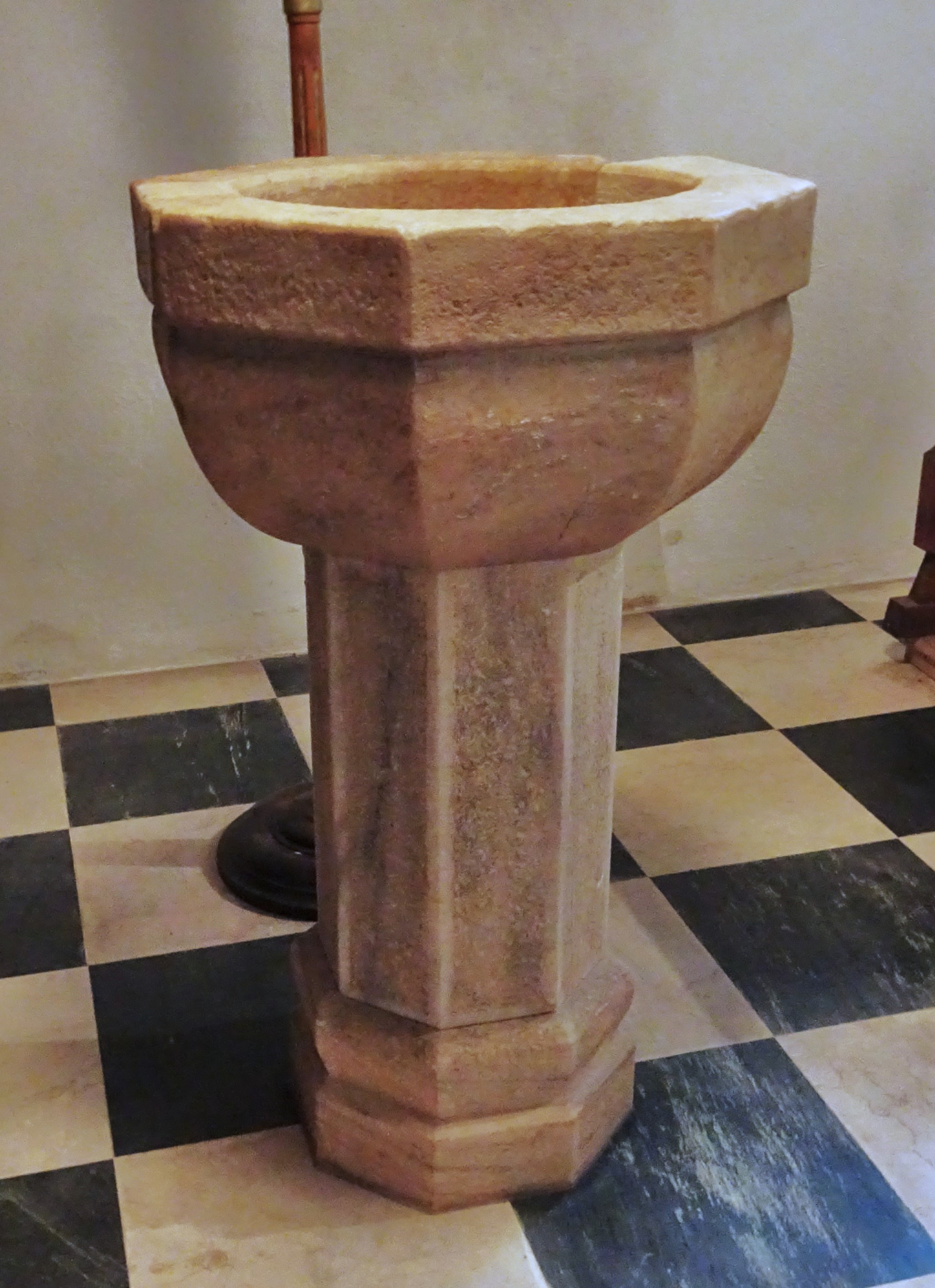
Taufstein